# Leon Belcar
Leon Belcar (Varaždin, 4. siječnja 2002.) hrvatski je nogometaš koji igra na poziciji defenzivnog veznog. Trenutačno igra za Varaždin.

## Klupska karijera

### Rana karijera
Nogometnu karijeru započeo je kao sedmogodišnjak u Varaždinu. Kao desetogodišnjak prelazi u Dinamo Zagreb 2012. Naredne godine prelazi u novonastali klub Varaždin za koji je igrao tijekom ostatka juniorske karijere osim 2014./15. kada je igrao za VŠNK (izvorni Varaždin).

### Varaždin
Za seniorsku momčad Varaždina debitirao je 16. prosinca 2020. u utakmici Hrvatskog nogometnog kupa u kojoj je Varaždin ispao s 1:2 od Rijeke. U 2. HNL je debitirao 21. kolovoza 2021. kada je Varaždin igrao 1:1 s Cibalijom. Prvi klupski pogodak postigao je 13. svibnja 2022. kada su Sesvete izgubile 2:3.

### Dinamo Zagreb (posudba)
Posuđen je zagrebačkom Dinamu 17. veljače 2025. do kraja sezone. Debitirao je pet dana kasnije u utakmici HNL-a u kojoj je Dinamo Zagreb izgubio 4:0 od Rijeke.

## Reprezentativna karijera
Nastupao je za selekcije Hrvatske do 20 i 21 godine.

## Priznanja

### Klupska
Varaždin
- 2. HNL (1): 2021./22.

## Vanjske poveznice
- Profil, Hrvatski nogometni savez
- Profil, Transfermarkt